# 九州鐵道紀念館
九州鐵道紀念館（日语：九州鉄道記念館）是位於日本福岡縣北九州市門司區清滝二丁目3番29號的一座以鐵路為主題的博物館。九州鐵道紀念館開業於2003年8月9日，靠近門司港站。2014年，九州鐵道紀念館被列入日本的登録有形文化財。九州鐵道紀念館擁有日本的鐵道博物館中首個迷你鐵路公園。
此博物館的土地、建築物及展示品產權為九州旅客鐵道（JR九州）所擁有，由北九州市政府指定管理者「九州鐵道紀念館營運共同企業體」（九州鉄道記念館運営共同企業体）負責營運，共同企業體由JR九州的兩家子公司（JR九州工程、JR九州代理）及JTB的子公司JTB九州所組成。

## 外部連結
- 九州鉄道記念館（页面存档备份，存于）（公式サイト）（日語）